# Предателство (теленовела, 1984)
Вижте пояснителната страница за други значения на Предателство.
„Предателство“ (на испански: La traición) е мексиканска теленовела от 1984 г., създадена от Фернанда Вийели и Кармен Даниелс, режисирана от Раул Араиса, и продуцирана от Ернесто Алонсо за Телевиса.
В главните роли са Елена Рохо, Хорхе Варгас и Гонсало Вега, а в отрицателните – Сусана Александър и Серхио Хименес.

## Сюжет
В региона на Кампече, вождът на едно село държи далеч, в рибарско селище, Аркадио Карвахал, възрастен революционен генерал, който е излъгал, че идеите, за които се е борил, ще възродят селото, но се случва обратното – мястото се превръща в гнездо на корупция. Губернаторът е предоставил важни постове на членове от своето семейство. След 4-годишно изгнание във Франция, Антония Гера се връща в Кампече, където ще открие любовта, а също и страдание и болка. Антония се влюбва в Рафаел Дел Вале, който е женен за Алисия, един от нейните капризи. Антония и Рафаел страдат заради брата на Алисия, който е безмилостен, амбициозен и безскрупулен мъж.

## Актьори
Част от актьорския състав:
- Елена Рохо – Антония Гера
- Хорхе Варгас – Рафаел Дел Вале
- Гонсало Вега – Франко Висконти
- Сусана Александър – Естела Серано де Дел Вале
- Серхио Хименес – Артуро Серано
- Емилио Фернандес – Ген. Аркадио Карвахал
- Мануел Охеда – Пино Хеновеси
- Хосе Карлос Руис – Чоло
- Габриела Руфо – Алисия
- Ребека Джонс – Хеорхина Гера
- Алехандро Камачо – Абсалон
- Хулиета Росен – Хулия
- Патрисия Рейес Спиндола – Лидия
- Раул Араиса – Кристобал Гера
- Хавиер Руан – Рохелио
- Бланка Торес – Росарио
- Тере Веласкес
- Алехандро Руис

## Премиера
Премиерата на Предателство е на 30 октомври 1984 г. по Canal de las Estrellas. Последният 120. епизод е излъчен на 16 април 1985 г.

## Награди и номинации
Награди TVyNovelas 1985
| Категория                           | Номинация         | Резултат   |
| ----------------------------------- | ----------------- | ---------- |
| Най-добра теленовела                | Ернесто Алонсо    | Печели     |
| Най-добра актриса                   | Елена Рохо        | Номинирана |
| Най-добра актриса                   | Сусана Александър | Печели     |
| Най-добър актьор                    | Хорхе Варгас      | Номиниран  |
| Най-добър актьор                    | Серхио Хименес    | Печели     |
| Най-добър актьор в отрицателна роля | Серхио Хименес    | Печели     |
| Най-добро женско откритие           | Габриела Руфо     | Номинирана |
| Най-добър режисьор                  | Раул Араиса       | Печели     |